# Jörg Hofmann (Gewerkschafter)

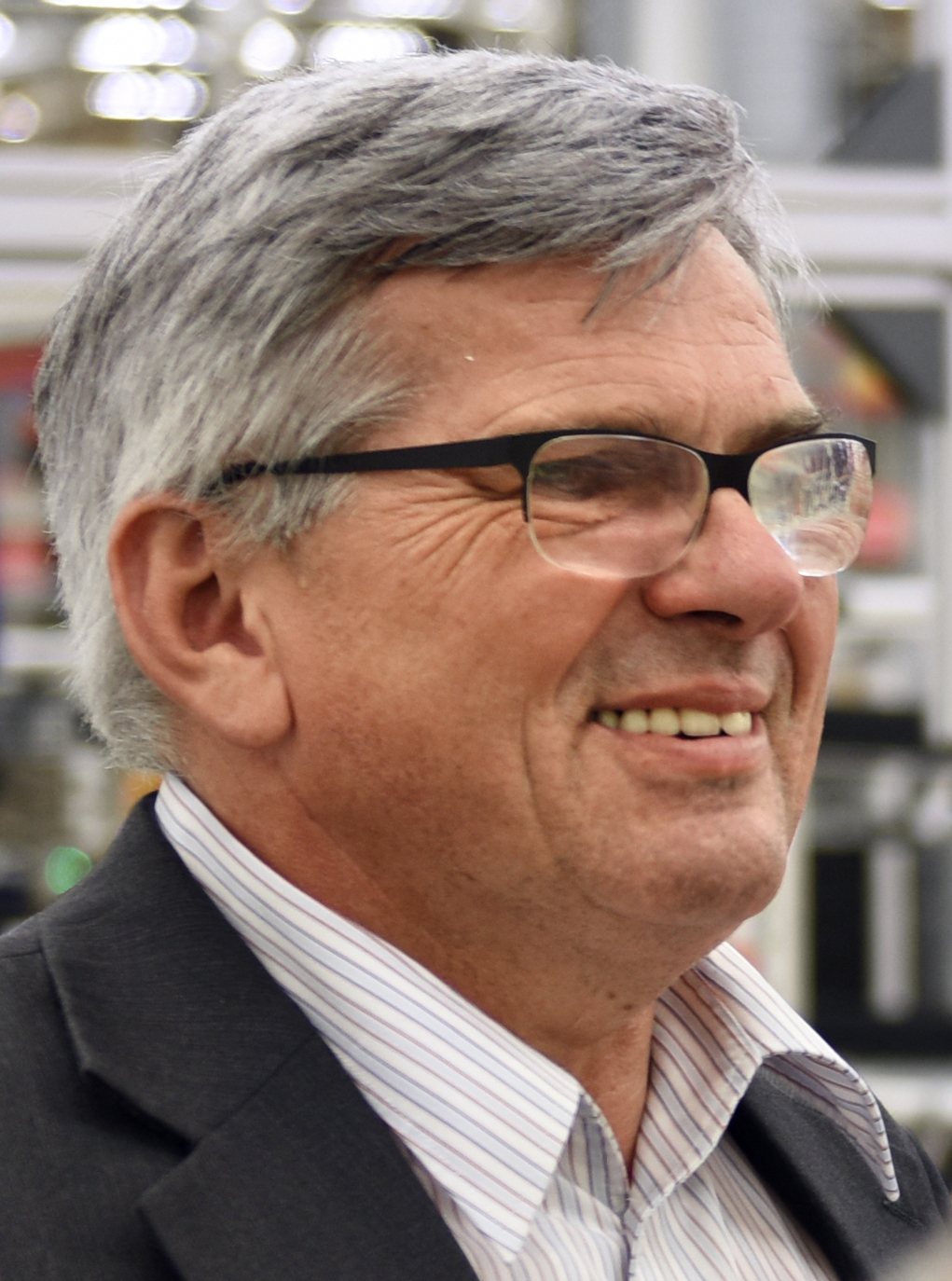
Jörg Hofmann im Jahr 2015

Jörg Hofmann (* 3. Dezember 1955 in Oppelsbohm) ist ein deutscher Gewerkschafter. Von 2015 bis 2023 war er Erster Vorsitzender der Industriegewerkschaft Metall (IG Metall). Zuvor war er Zweiter Vorsitzender und davor Bezirksleiter der IG Metall Baden-Württemberg und damit Verhandlungsführer der Gewerkschaft bei zahlreichen (Pilot-)Tarifabschlüssen. Er ist seit dem 20. November 2015 stellvertretender Aufsichtsratsvorsitzender der Volkswagen Aktiengesellschaft.

## Leben und Ausbildung
Jörg Hofmann ist der Sohn eines vielfach ehrenamtlich engagierten Lehrerehepaars. Er wuchs mit zwei Geschwistern in Oppelsbohm am Rande des württembergischen Remstals auf.
Nach seiner schulischen Laufbahn und seiner Ausbildung in der Landwirtschaft studierte Jörg Hofmann Ökonomie und Soziologie an den Universitäten Stuttgart-Hohenheim, Paris und Bremen.
Hofmann hat eine Tochter.

## Gewerkschafter
Der Diplom-Ökonom arbeitete zunächst als wissenschaftlicher Mitarbeiter an der Universität Hohenheim und später als freiberuflicher Berater für Betriebsräte mit dem Schwerpunkt neue Technologien und Rationalisierungskonzepte.
Ab 1987 betreute er als Gewerkschaftssekretär bei der IG Metall Stuttgart v. a. Klein- und Mittelbetriebe. 2000 wechselte er als Tarifsekretär in die Bezirksleitung Baden-Württemberg.
Im September 2003 folgte er Berthold Huber im Amt des Bezirksleiters der IG Metall Baden-Württemberg nach.
Am 25. November 2013 wurde er zum Zweiten Vorsitzenden der IG Metall gewählt und übernahm die Verantwortung u. a. für die Funktionsbereiche Betriebs- und Branchenpolitik sowie Tarifpolitik und für das Themenfeld „Zukunft der Arbeit/Industrie 4.0“. Vom 20. Oktober 2015 bis zum 23. Oktober 2023 war Jörg Hofmann Erster Vorsitzender der IG Metall. Im Oktober 2019 wurde er beim Gewerkschaftstag mit 71 Prozent der Delegiertenstimmen für weitere vier Jahre im Amt bestätigt.

### Schwerpunkte

#### Tarifpolitik
Der Bezirk Baden-Württemberg gilt als traditioneller Pilotbezirk für Tarifabschlüsse der Metall- und Elektroindustrie. Hofmann prägte als Verhandlungsführer der Gewerkschaft im Bezirk daher maßgeblich die Tarifpolitik der IG Metall mit. Wegweisende tarifliche Vereinbarungen zu Beschäftigungssicherung, Arbeitszeit, Qualifizierung und Altersteilzeit und wichtige Abschlüsse zur Erhöhung der Entgelte der Beschäftigten tragen seine Handschrift. Dazu gehören der gemeinsame Entgeltrahmen-Tarifvertrag für Arbeiter und Angestellte (ERA-TV) 2003 und das „Pforzheimer Abkommen“ 2004, das zur Absicherung von Beschäftigung und Investitionen befristete Abweichungen vom Tarifvertrag möglich macht.
Unter Hofmann gelang es der IG Metall nach mehr als zwanzig Jahren erstmals wieder, Verbesserungen bei der Arbeitszeit tarifvertraglich durchzusetzen: Seit 2019 erhalten die Beschäftigten der Metall- und Elektroindustrie ein tarifliches Zusatzgeld in Höhe von 27,5 Prozent eines Monatsentgelts. Beschäftigte mit Kindern, pflegebedürftigen Angehörigen oder in Schichtarbeit können das tarifliche Zusatzgeld in zusätzliche freie Tage umwandeln. Außerdem erhalten alle Beschäftigten einen Anspruch, ihre Arbeitszeit befristet auf bis zu 28 Stunden pro Woche für bis zu 24 Monate zu verkürzen. Der Tagesspiegel kommentierte den Tarifabschluss: „Mit ihrer Forderung nach Einführung der 28-Stunden-Woche gibt die IG Metall den Trend vor. Wieder einmal.“
Zu Beginn des Jahres 2019 hatten 260.000 Beschäftigte, die Kinder betreuen, Angehörige pflegen oder Schicht arbeiten, den Antrag auf acht zusätzliche freie Tage gestellt.

#### Industriepolitik
In seinen verschiedenen Funktionen trieb Hofmann eine innovative Industriepolitik im Interesse der Beschäftigten voran. So gehörte er in Baden-Württemberg dem Innovationsrat der Landesregierung, dem Beirat für nachhaltige Entwicklung, dem Beirat der Landesagentur „e-mobil“ und dem Vorstand der Landesagentur Leichtbau e. V. und einigen anderen Gremien an. Jörg Hofmann ist Präsidiumsmitglied des im Juni 2016 gegründeten Netzwerks "Zukunft der Industrie".

#### Zukunft der Arbeit

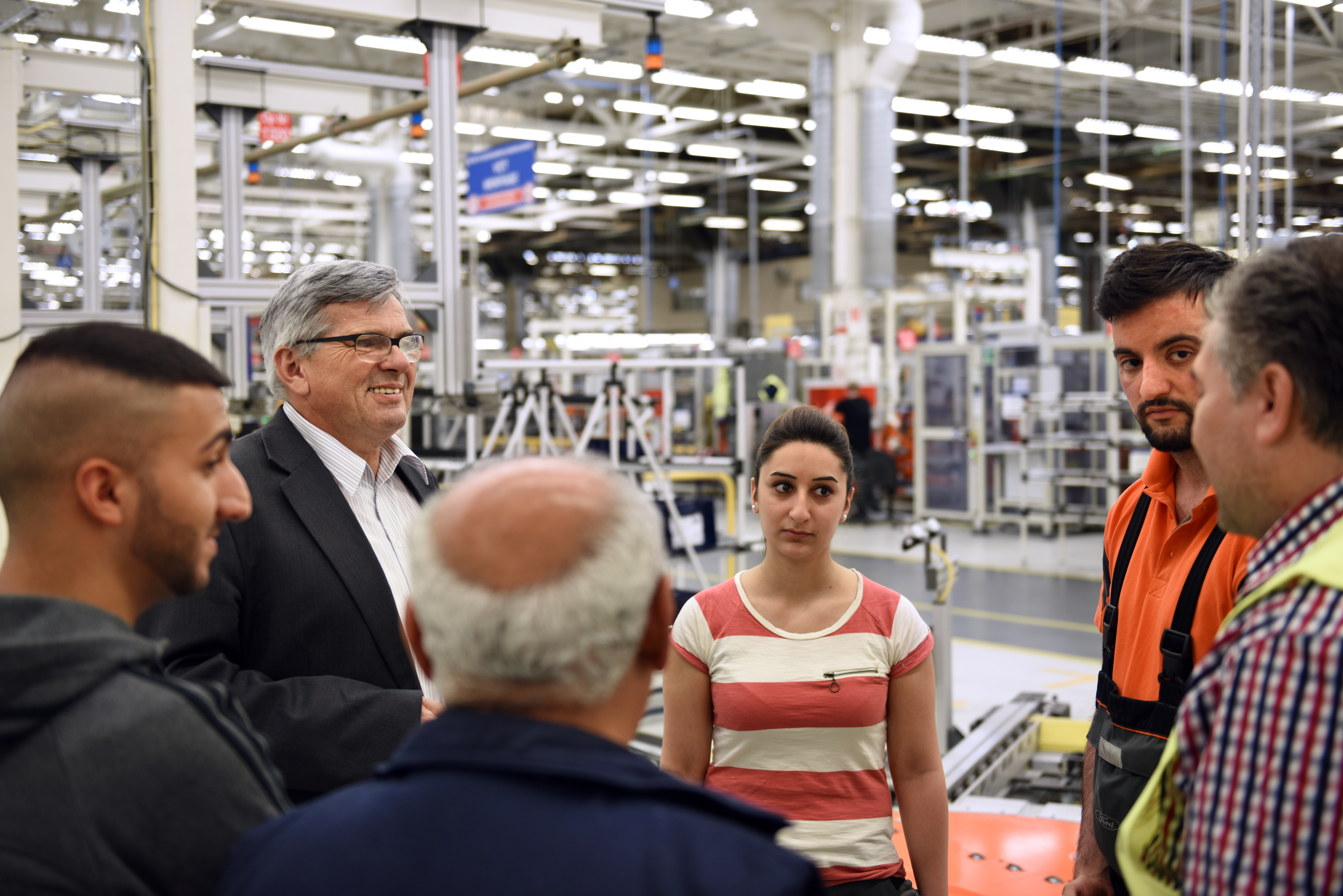
Jörg Hofmann (Zweiter von links) mit Ford-Beschäftigten, 2015

In seiner Funktion als Erster Vorsitzender der IG Metall war Hofmann u. a. verantwortlich für das Thema „Zukunft der Arbeit“, d. h. die Auseinandersetzung mit den Veränderungen der Arbeitswelt durch die Digitalisierung und Industrie 4.0.
Noch als Bezirksleiter in Baden-Württemberg initiierte er die Beschäftigtenbefragung der IG Metall 2013, an dem sich über eine halbe Million Mitglieder und Nicht-Mitglieder der IG Metall beteiligten. Aus den Ergebnissen der Befragung leitete die Gewerkschaft ihre Handlungsaufträge für die Gestaltung der Arbeitswelt der Zukunft ab.
Ein zentrales Thema war dabei die Qualifizierung der Beschäftigten für eine faire Teilhabe an den Chancen des digitalen Wandels. Mit dem Einstieg in die geförderte Bildungsteilzeit – für Hofmann ein zentrales tarifpolitisches Ziel – konnte in der Tarifbewegung 2015 in der Metall- und Elektroindustrie ein wichtiger Schritt in diese Richtung gemacht werden.
Hofmann war Co-Vorsitzender der Plattform „Arbeit 4.0“ des Bundesministeriums für Arbeit und Soziales (BMAS) und Mitglied im Leitungsgremium der Plattform Industrie 4.0 der Bundesministerien für Wirtschaft und Energie (BMWi) und Bildung und Forschung (BMBF). Er war Mitglied im Gründungsbeirat Deutsches Zentrum Mobilität der Zukunft (DZM).

### Partei
Hofmann ist Mitglied der SPD.

### Aufsichtsräte und weitere Funktionen
Jörg Hofmann ist Mitglied des Aufsichtsrates von Bosch und Volkswagen. Zuvor war er Aufsichtsratsmitglied bei Mahle, Trumpf und Mercedes. Jörg Hofmann ist Präsident der globalen Gewerkschaftsföderation IndustriALL Global Union.

## Sonstiges
Hofmann sprach sich am 13. Januar 2022 in einem Spiegel-Interview für eine Impfpflicht gegen COVID-19 aus.  Wenn die Impfquote nicht zügig in Richtung 85 Prozent steige, müsse der Gesetzgeber handeln.

## Ehrung
- Wirtschaftsmedaille des Landes Baden-Württemberg (2014)

## Publikationen
- Heißt der Personalchef bald Computer?, in: Die Mitbestimmung 1982.
- Leistungs- und Lohnpolitik bei BDE/FST-Systemen, in: Bleicher, Siegfried / Stamm, Jürgen (Hg.); Fabrik der Zukunft, Hamburg 1988.
- Porsche – a plant arises in old buildings, in: La lettre du Gerpisa, Paris 1997.
- Wie viel Differenzierung benötigt der Flächentarifvertrag? in: Beerhorst, Joachim, Berger, Jens-Jean (Hg.), Die IG Metall auf dem Weg in die Mitte?, Hamburg 2003.
- Klettern ohne Gerüst? Arbeitslosigkeit und soziale Absicherung sind eng verknüpft – Sozialdarwinismus kann nicht die Lösung sein, in: Bad Boller Perspektiven: Bad Boller Perspektiven – Band 7 – Reformen für den Arbeitsmarkt, Nachhaltige Finanzpolitik, Globalisierung verantwortlich gestalten, Wettbewerb der Marktplätze, o. O. 2005.
- Stichwort „Gewerkschaften“, in: Köhler, Richard / Küpper, Hans-Ulrich / Pfingsten, Andreas (Überarbeitung): Enzyklopädie der Betriebswirtschaftslehre (EdBWL) 1 – Handwörterbuch der Betriebswirtschaft (HWB), 6. Auflage, Stuttgart 2007.
- Wachsenden Belastungen für Arbeitnehmer strategisch begegnen, in: RATIO – Neues vom RKW Baden-Württemberg Nr. 4/2012.
- Flexicurity in post-crisis labour markets – more flexibility and security needed? in: European Commission (Hg.), The Future of European Labour Markets. Brussels 2011.
- mit Steffen, Christian: Die neue Arbeitswelt – Herausforderungen und Chancen, in: Papmehl, André / Tümmers, Hans J. (Hg.): Die Arbeitswelt im 21. Jahrhundert, Wiesbaden 2013.
- Wetzel, Detlef / Hofmann, Jörg (Hg.): Guillaume Duval, Modell Deutschland? Nein Danke!, Hamburg 2014.
- Wetzel, Detlef / Hofmann, Jörg / Urban, Hans-Jürgen (Hg.): Industriearbeit und Arbeitspolitik. Kooperationsfelder von Wissenschaft und Gewerkschaften, Hamburg 2014.
- Qualitative Tarifpolitik als Zukunftsaufgabe, in: Schröder, Lothar / Urban, Hans-Jürgen (Hg.): Gute Arbeit Ausgabe 2015, Qualitative Tarifpolitik – Arbeitsgestaltung – Qualifizierung, Frankfurt am Main 2014.
- Aktive Lohnpolitik in Europa, in: WSI-Mitteilungen 4/2014.
- Hatzfeld, Nicolas / Berta, Giuseppe / Hofmann, Jörg / Stewart, Paul: „Les syndicats et les travailleurs de l'automobile: un bouquet de trajectoires (1960–1985)“, in: Pigenet, Michel et al., „L'apogée des syndicalismes en Europe occidentale“, 1960–1985, Paris 2005.